# Paramphiascopsis triarticulatus
Paramphiascopsis triarticulatus är en kräftdjursart som beskrevs av Moore 1976. Paramphiascopsis triarticulatus ingår i släktet Paramphiascopsis och familjen Diosaccidae. Inga underarter finns listade i Catalogue of Life.